# Janusz Meuszynski
Janusz Meuszyński, född 1946, död 1976, var en polsk arkeolog som arbetade med utgrävningar av nordvästra palatset Nimrud i Irak. Meuszyński dog 1976 i en olycka i östra Turkiet.